# Stečaj
Stečaj (engl. bankruptcy, njem. Konkurs): 
1. u širem značenju, pad poslovne aktivnosti poduzeća zbog čega se ne ostvaruju očekivani poslovni rezultati. S financijskoga gledišta pad poslovne aktivnosti koji može pokrenuti kontinuitet poslovanja, a izazvan je nesolventnošću (nemogućnošću podmirivanja dospjelih obveza u rokovima njihova dospijeća) ili situacijom negativne neto imovine poduzeća (dugovi poduzeća veći od pravedno procijenjene vrijednosti njegove imovine);

1. s pravnoga gledišta bitan sudski postupak nad imovinom dužnika koji je postao nesolventan (u nekim pravnim sustavima i nad imovinom dužnika koji je prezadužen). Mogu ga pokrenuti vjerovnici poduzeća dužnika ili samo poduzeće dužnik. Imovina dužnika postaje stečajna masa iz koje se podmiruju dugovi stečajnim vjerovnicima.

## Tijela stečajnog postupka
- stečajni sudac
- stečajni upravitelj
- skupština vjerovnika (odbor vjerovnika)

### Odbor vjerovnika
Vjerovnici čija potraživanja iznose više od 50% ukupnih dugovanja mogu na skupštini zatražiti osnivanje odbora vjerovnika i tako imati značajan utjecaj u stečajnom postupku. Odbor vjerovnika osniva stečajno vijeće. Nakon što su svi odnosi iz stečajnog postupka okončani, stečajni upravitelj podnosi izvještaj stečajnom sucu. Na prijedlog stečajnog suca stečajno vijeće donosi odluku o zaključenju. Rješenje o zaključenju stečajnog odnosa upisuje se u sudski registar i od datuma upisa dužnik (kao pravni subjekt) prestaje postojati.